# 后宫：帝王之妾
《后宫：帝王之妾》（韓語：후궁: 제왕의 첩），2012年6月6日在韩国上映的古装情欲片，导演金大承。

## 剧情
电影以古朝鲜王国为背景，讲述宫廷斗争，敘述朝鲜国王、内侍和华研三人在朝鲜宫廷中的命运。

## 演员列表
| 演员   | 角色     |
| 曹汝貞 | 华妍     |
| 金東旭 | 成元大君 |
| 金民俊 | 權俞     |
| 朴智英 | 大妃     |
| 趙恩智 | 金玉     |
| 李璟榮 | 金啟柱   |
| 朴哲民 | 藥房內侍 |
| 安奭奐 | 申參判   |

### 特別出演
- 鄭燦
- 洪汝珍

## 上映
5月21日，曹汝貞、金東昱等主演在韩国首尔出席新片发布仪式。
电影中突破韩国片以往的尺度，床戏场面火爆。

## 获得奖项
- 第49届百想艺术大赏 (2013)
  - 最佳女配角 赵恩智
  - 最佳人气女演员(提名) 曹汝貞 / 赵恩智

## 外部連結
- 互联网电影数据库（IMDb）上《滿宮春》的资料（英文）